# Heterocrossa epomiana
Heterocrossa epomiana är en fjärilsart som beskrevs av Edward Meyrick 1885b. Heterocrossa epomiana ingår i släktet Heterocrossa och familjen Carposinidae. Inga underarter finns listade i Catalogue of Life.